# همه خوب هستند (فیلم)
همه خوب هستند (به هندی: Yavarum Nalam) یا ۱۳بی: ترس آدرس جدیدی دارد فیلمی محصول سال ۲۰۰۹ و به کارگردانی ویکرام کومار است. در این فیلم بازیگرانی همچون رانگاناتان مدهوان، نیتو چاندرا، ساچین خدکار، دیپاک دوبریال، راوی بابو، مورالی شارما، پونام دیلون، خوشبو ساندار و روشن عباس ایفای نقش کرده‌اند. این فیلم یکی از برترین فیلم‌های ترسناک هند محسوب می‌شود.

## داستان
در این فیلم پر ماجرا، یک مهندس معمار به همراه خانواده‌اش به یک آپارتمان نقل مکان می‌کند. اما بعد از چند روز، متوجه می‌شود داستان زندگی اش در یک سریال تلویزیونی پخش می‌شود. چیزی نمی‌گذرد که…